# Xinjiang
Xinjiang (ujgurski:  شىنجاڭ‎, kineski:  新疆; pinyin: Xīnjiāng; transliteracija: Sinkjang) je zapadna pokrajina Kine, u regiji Vanjska Kina, smještena sjeverno od Tibeta, a obuhvaća Džungariju i Tarimsku zavalu. 

## Naziv
Xinjiang su Kinezi stoljećima zvali Xiyu („Zapadne teritorije”), a tek od 18. stoljeća i dinastije Qing, kad su stekli kontrolu nad tom regijom zovu je Xinjiang, što na kineskom znači „Nova granica”. Europljani su s druge strane isti taj kraj zvali Kineski Turkestan, kako bi ga razlikovali od Turkestana. Xinjiang je povijesna domovina mnogih turkijskih naroda, od kojih su najbrojniji Ujguri.

## Zemljopis
Xinjiang graniči s Autonomnom regijom Tibet i Indijom na jugu, Mongolijom na istoku, Rusijom na sjeveru i Kazahstanom, Kirgistanom, Tadžikistanom, Afganistanom i Pakistanom na zapadu. 
Xinjiang je veliko i slabo naseljeno područje, otprilike veličine Irana. Najveća je kineska pokrajina koja svojom površinom od 1.660.001 km² zauzima 1/6 zemlje. God. 2004. gustoća naseljenosti je bila oko 11,8 stanovika/km², a prema popisu iz 2010. god. bila je 13 stanovnika/km², što je čini tek 29. u Kini. Pokrajina je 2004. imala 19.630.000 stanovnika, a najveće gradsko naselje i glavni grad pokrajine je Urumqi (2,68 mil. stanovnika, 2005.).
Od istoka ka zapadu, gorje Tanšan (kineski: 天山, Tiān Shān; kirgijski: Теңир тоо, što znači „Nebeske planine” ili  „Božanske planine”) dijeli Džungariju na sjeveru od Tarimske zavale na jugu. Džungarija je suha stepa, dok je Tarimska zavala pustinja okružena oazama. Na istoku pokrajine je Turpanska depresija, a na zapadu Tanšanski prolaz tvori dolinu rijeke Ili.

## Povijest
U Xinjiangu su pronađeni deseci dobro očuvanih mumija koje bi mogle biti stare oko 4.000 godina. One su vjerojatno mumificirane na prirodan način, za razliku od mumificiranja u Drevnom Egiptu. One su izložene u Zavičajnom muzeju grada Urumqija, zajedno s arheološkim nalazima koja imaju veze s Putom svile. 
Ovo područje je od davnina je odigrao ulogu u razmjeni između srednje i južne Azije i Europe, vjerskoj i kulturnoj (budizam, islam, kršćanstvo i kasnije nestorijanstvo) i komercijalnoj (čuveni Put svile). Ti kontakti su u velikoj mjeri ostvareni kroz niz oaza-država, koje su s vremena na vrijeme nastajale i nestajale. 
Južni Xinjiang je bio kineski protektorat za dinastije Han (206. pr. Kr. – 220.), a na kraju dinastije Tang (618. – 907.) nekoliko puta su ga osvojila razna turkijska plemena koja su osnavala samostalne kanate (Orhunski Kanat od 745. – 840.; ujgurski Idikutski Kanat od 850. do 1275. u većini Xinjianga; Kansuanski Kanat od 870. – 1036. (sada u kineskoj pokrajini Gansu); te Karačanski Kanat od 870. do 1212. god.).
U 13. stoljeću ovo područje osvajaju snage mongolskog vođe Džingis-kana, a do 15. stoljeća, islam je postao glavna religija. U 18. stoljeću osvajaju ga Mongoli iz Rusije, Kalmici, ali se polovicom istog stoljeća Xinjiang vratio pod kinesku vlast za vrijeme dinastije Qing (1644. – 1911.). Budući da je područje bilo daleko od glavnog grada Pekinga, uprava je bila ograničena i često je stvarna moć ležala na lokalnim gospodarima rata. Tako su Xinjiangom vladali su Ujguri iz Kašgara i Turpana, Kraljevstvo Kašgarija od 1866. – 1877. god. Od. 1875. – 1880. god. područje je tijekom islamske Durganske pobune privremeno povučeno iz kineske vlasti. Konačno je Xinjiang, u današnjim granicama, postao kineskom pokrajinom 1884. god.
Od 12. studenoga 1933. do 1934. god., zbog narodnog ustanka protiv kineske vlade, na istoku Xinjianga je postojala Prva Istočna Republika Turkestan, a od studenog 1944. do listopada 1949. god. Druga Istočna Republika Turkestan, na sjeveru Xinjianga, koju je podržao Sovjetski Savez.
Dana 20. listopada 1949. Istočni Turkestan je uključen u NR Kinu, opet pod nazivom Xinjiang. Godine 1955., postao je autonomna regija sa statusom pokrajine, a manje upravne jedinice su stvorene za manjinske Kirgize, Kazase, Mongole i druge narode. Od tada dolazi do velike migracija Kineza u Xinjiang. Nastaju sukobi nomadskog načina života graničnog stanovništva i kineskog prisiljavanja na sjedilački život, ali s Rusima s obje strane granice, što je dovelo do oružanih sukoba 1969. god., posebice u području Tacheng. Osim toga tu su bile i redovite pobune protiv kineske vlasti koje su se temeljile na etničkim i vjerskim razlikama. Zbog toga je kineska vlada poticala politiku sinizacije, posebice miješanim brakovima, otežavanjem razvoda i novčanom podrškom doseljenicima s istoka. 
Od 2002. god. Ujguri, usprkos ustavnim odredbama, nemaju obrazovanje na svom jeziku, a islamske četvrti i vjerski objekti se uklanjaju zbog izgradnje cesta i stanova. Pored toga, Ujguri su doživljavali i represiju loših i neredovitih plaća, te prisile rada u udaljenim područjima. Zbog toga su nastali prosvjedi Ujgura u Xinjiangu, što je dovelo do oštrog odgovora kineskih vlasti 2007. god. u kojemu je poginulo 19 osoba, te neuspjelog bombaškog napada na letu kineske tvrtke China Southern Airlines i Kašgarskog terorističkog napada 4. kolovoza 2008. god., u kojemu je poginulo 16 osoba. 
Zbog glasina o silovanju ujgurske djevojke koje su navodno izveli kineski radnici, ujgurski emigranti su u lipnju 2009. napali tvornicu igračaka u Guangzhou. U masakru koji je uslijedio ubijeno je dvoje, a ranjeno 118 ljudi. Uslijedili su petodnevni prosvjedi u Ürümqiju u srpnju 2009., pri čemu je poginulo pet osoba i pretučeno je nekoliko hongkoških novinara, ali i Bombaški napad u Aksuu 19. kolovoza 2010. god., u kojemu je ubijeno 7 ljudi, a za koji je suđeno 376 ljudi.

## Znamenitosti
Tanšan Xinjianga je upisan na UNESCO-ov popis mjesta svjetske baštine u Aziji 2013. godine kao „jedinstveno zemljopisno područje slikovite ljepote sa spektakularnim snježnim vrhovima, ledenjacima, nedirnutim šumama i livadama, bistrim rijekama i jezerima, te dubokim klancima”.

## Upravna podjela
Xinjiang je podijeljen na dvije gradske prefekture, 7 prefektura i 5 autonomnih prefektura za manjinske narode: Mongoli, Kirgizi, Kazasi i Huej. Prefekture su nadalje podijeljene na 11 distrikta, 21 gradska okruga, 62 okruga i 6 autonomnih okruga. Šest gradskih okruga ne pripada ni jednoj prefekturi i de facto im izravno upravlja Vlada Xinjianga:
| Zemljovid Xinjianga      |                                     |                     |                                                                          |                                                     |                      |
| Zemljovid #              | Naziv (romanizacija)                | Upravno sjedište    | Ujgurski Ujgurska romanizacija                                           | Kinesko pismo Pinyin                                | Stanovništvo (2010.) |
| Podpokrajinski grad      |                                     |                     |                                                                          |                                                     |                      |
| 11.                      | Ili (za Kazase)                     | Yining              | ئىلى قازاق ئاپتونوم ئوبلاستى Ili Qazaq Aptonom Oblasti                   | 伊犁哈萨克自治州 Yīlí Hāsàkè Zìzhìzhōu              | 2.482.627            |
| Gradske prefekture       |                                     |                     |                                                                          |                                                     |                      |
| 4.                       | Karamay                             | Karamay (distrikt)  | قاراماي شەھرى Qaramay Shehri                                             | 克拉玛依市 Kèlāmǎyī Shì                             | 391.008              |
| 8.                       | Ürümqi                              | Tianshan (distrikt) | ئۈرۈمچى شەھرى Ürümchi Shehri                                             | 乌鲁木齐市 Wūlǔmùqí Shì                             | 3.110.280            |
| — Prefekture —           |                                     |                     |                                                                          |                                                     |                      |
| 1.                       | Altay podređena Iliju (za Kazase)   | Altay               | ئالتاي ۋىلايىتى Altay Wilayiti                                           | 阿勒泰地区 Ālètài Dìqū                              | 526.980              |
| 3.                       | Tacheng podređena Iliju (za Kazase) | Qoqek               | تارباغاتاي ۋىلايىتى Tarbaghatay Wilayiti                                 | 塔城地区 Tǎchéng Dìqū                               | 1.219.212            |
| 9.                       | Turpan                              | Turpan              | تۇرپان ۋىلايىتى Turpan Wilayiti                                          | 吐鲁番地区 Tǔlǔfān Dìqū                             | 622.679              |
| 10.                      | Kumul                               | Kumul               | قۇمۇل ۋىلايىتى Qumul Wilayiti                                            | 哈密地区 Hāmì Dìqū                                  | 572.400              |
| 13.                      | Kashgar                             | Kaxgar              | قەشقەر ۋىلايىتى Qeshqer Wilayiti                                         | 喀什地区 Kāshí Dìqū                                 | 3.979.362            |
| 15.                      | Aksu                                | Aksu                | ئاقسۇ ۋىلايىتى Aqsu Wilayiti                                             | 阿克苏地区 Ākèsū Dìqū                               | 2.370.887            |
| 17.                      | Hotan                               | Hotan               | خوتەن ۋىلايىتى Xoten Wilayiti                                            | 和田地区 Hétián Dìqū                                | 2.014.365            |
| — Autonomne prefekture — |                                     |                     |                                                                          |                                                     |                      |
| 2.                       | Bortala (za Mongole)                | Bole                | بۆرتالا موڭغۇل ئاپتونوم ئوبلاستى Börtala Mongghul Aptonom Oblasti        | 博尔塔拉蒙古自治州 Bó'ěrtǎlā Měnggǔ Zìzhìzhōu       | 443.680              |
| 6.                       | Changji (za Hueje)                  | Changji             | سانجى خۇيزۇ ئاپتونوم ئوبلاستى Sanji Xuyzu Aptonom Oblasti                | 昌吉回族自治州 Chāngjí Huízú Zìzhìzhōu              | 1.428.592            |
| 12.                      | Kizilsu (za Kirgize)                | Artux               | قىزىلسۇ قىرغىز ئاپتونوم ئوبلاستى Qizilsu Qirghiz Aptonom Oblasti         | 克孜勒苏柯尔克孜自治州 Kèzīlèsū Kē'ěrkèzī Zìzhìzhōu | 525.599              |
| 18.                      | Bayin'gholin (za Mongole)           | Korla               | بايىنغولىن موڭغۇل ئاپتونوم ئوبلاستى Bayingholin Mongghul Aptonom Oblasti | 巴音郭楞蒙古自治州 Bāyīnguōlèng Měnggǔ Zìzhìzhōu    | 1.078.492            |
| — Okružni grad —         |                                     |                     |                                                                          |                                                     |                      |
| 5.                       | Shihezi                             | Shihezi             | شىخەنزە شەھرى Shixenze Shehri                                            | 石河子市 Shíhézǐ Shì                                | 635.582              |
| 7.                       | Wujiaqu                             | Wujiaqu             | ئۇجاچۇ شەھرى Wujachu Shehri                                              | 五家渠市 Wǔjiāqú Shì                                | 72.613               |
| 14.                      | Tumshuke                            | Tumxuk              | تۇمشۇق شەھرى Tumshuq Shehri                                              | 图木舒克市 Túmùshūkè Shì                            | 147.465              |
| 16.                      | Aral                                | Aral                | ئارال شەھرى Aral Shehri                                                  | 阿拉尔市 Ālā'ěr Shì                                 | 166.205              |
| 19.                      | Beitun                              | Beitun              | بەيتۈن شەھىرى Beatün Shehiri                                             | 北屯市 Běitún Shì                                   | 76.300               |
| 20.                      | Tiemenguan                          | Tiemenguan          | باشئەگىم شەھىرى Bashegym Shehiri                                         | 铁门关市 Tiĕménguān Shì                             | 200,.000             |

## Gospodarstvo
Glavna gospodarska djelatnost je nomadskim stočarstvo i ratarstvo. Ovaj kraj posjeduje i prirodna bogatstva među kojima se ističu nalazišta zlata i fosilnih goriva. Najveće gradsko naselje i glavni grad pokrajine, Urumqi, ima razvijenu petrokemijsku industriju i proizvodnju tepiha.

## Vanjske poveznice
- Službene stranice vlade Xinjianga  Arhivirana inačica izvorne stranice od 4. prosinca 2010. (Wayback Machine) (kin.) (engl.)
- Gospodarski profil Xinjianga na Hong Kong Trade Development Council
- (engl.) (kin.) Opći atlas Xinjianga